# Domenico Turi
Domenico Turi (Noci, 1986) è un compositore e pianista italiano.

## Biografia
Dopo essersi diplomato in pianoforte sotto la guida di Riccardo Marini, consegue il diploma in composizione con Matteo D’Amico presso il Conservatorio “Santa Cecilia” di Roma.
Le sue composizioni sono state eseguite in molti festival italiani, ma anche in Europa e in altre parti del mondo come Azerbaigian, Cina, Giappone, Messico e Ucraina.
Un posto importante della sua produzione spetta al teatro musicale: del 2012 è l’operina per bambini Onde, per il Festival Nuova Consonanza, e al 2017 risale la sua prima opera lirica Non è un paese per Veggy (opera-panettone in un atto su libretto di Federico Capitoni), messa in scena al Teatro Palladium.
Tra i suoi lavori figurano: la Toccata II per fisarmonica e orchestra d’archi, eseguita in prima esecuzione assoluta da Samuele Telari presso la Kammermusiksaal der Berliner Philharmonie il 23 maggio 2017, e la partitura sinfonica Come foglie innocenti, eseguita in prima assoluta al Teatro La Fenice di Venezia nel marzo 2018 con l’Orchestra del teatro diretta da Andrea Marcon.
Ha ricevuto commissioni da importanti istituzioni come il Teatro La Fenice di Venezia, l’Accademia Filarmonica Romana, la Camerata Italica e il Festival Nuova Consonanza.
È direttore artistico dell’ensemble Imago Sonora, da lui fondata nel 2013.
Le sue opere sono pubblicate da Edizioni Musicali Sconfinarte ed incise da Retropalco, VDM Records ed EMA Vinci.

## Catalogo

### Teatro musicale
- Philemon and Baucis (2014), per attore e 5 cinque strumenti su testo di Ovidio
- Non è un paese per Veggy (2017), opera panettone in un atto su libretto di Federico Capitoni
- Ha ragione, Maestro! (2020), per attore/cantante e pianoforte su testo di Sandro Cappelletto

### Repertorio sinfonico
- I gnostr (2012), per orchestra
- Toccata II (2017), per fisarmonica e orchestra d’archi
- Come foglie innocenti (2018), preghiera per orchestra

### Musica da camera
- 3 aforismi (2012), per clarinetto e fisarmonica (versione originale)
- Fiori d’acqua (2013), per sei strumenti
- Four for N.C. (2013), per quartetto di sassofoni
- Appunti per un tango (2013), per violino e pianoforte
- Lazzi a Pantalone (2014), per soprano e violoncello su testo di Sandro Cappelletto
- Cordace (2015), pantomima per organo e sassofono contralto
- Movimento di quartetto (2016), per quartetto d’archi
- Sguardi (2018), elegia per violino, violoncello e pianoforte
- Cra cra, bum bum, tac tac – Kaimakan (2018), per «attore e pianista disposti a delirare», su testo di Sandro Cappelletto
- Taranta d’acqua (2019), per violino e pianoforte
- Aspasia (2019), per violino e violoncello

### Musica per strumento solista
- Metamorfosi (2006), per arpa
- Incredulae Rosae, per trombone (versione originale)
- Ombra, omaggio a Lorenzo Indrimi (2013), per fisarmonica
- Merlino (2014), per fisarmonica
- Toccata (2016), per fisarmonica
- Due preludi (2017), per pianoforte
- Miniature notturne (2018), per pianoforte
- Il risveglio di Tara (2018), per pianoforte

### Musica per bambini
- Onde (2012), storia fantastica per narratore, musica e burattini su libretto di Idalberto Fei
- Il gioco delle onde (2018), per due attori e orchestra di bambini su libretto di Idalberto Fei
- Parla coi lupi (2019), due storie fantastiche per narratore, musica e burattini su libretto di Idalberto Fei

### Trascrizioni
- Andante con moto (2013), per fisarmonica. Dal secondo movimento del quartetto d’archi n. 14 in re minore D. 810 La morte e la fanciulla di Franz Schubert